# Бене, Стивен Винсент
Сти́вен Ви́нсент Бене́ (англ. Stephen Vincent Benét; 22 июля 1898, Пенсильвания, США — 13 марта 1943, Нью-Йорк) — американский писатель-фантаст, поэт.

## Биография
Был последним ребёнком в семье полковника Дж. У. Бене.
Во время Первой мировой войны служил в госдепартаменте.
Учился в Йельском университете, где в 1919 получил степень бакалавра, а в 1920 и магистра искусств.
1921 год провёл в Париже, писал стихи и прозу. 26 ноября 1921 женился на писательнице из Чикаго Розмари Карр. В 1926 получил стипендию Саймона Гуггенхайма. На протяжении 20-х годов публиковался в периодических изданиях, чтобы содержать большую семью. Наиболее известны научно-фантастические рассказы Бене из сборника «Дьявол и Дэниел Уэбстер» («The Devil and Daniel Webster», 1937), в том числе рассказ «На реках Вавилонских» («By the Waters of Babylon», впервые напечатан под названием «Место богов», «The Place of the Gods»). Это рассказ о подростке-дикаре, попавшем в разрушенный современный город после гигантской катастрофы (по некоторым признакам в описанном городе угадывается Нью-Йорк). Стивен Винсент Бене скончался от сердечного приступа на 45-м году жизни.

## Награды и признание
- Дважды лауреат Пулитцеровской премии — за поэмы «Тело Джона Брауна» («John Brown’s Body», 1928) и «Западная звезда» («Western Star», 1943, опубликована посмертно).
- Произведения Бене переведены на болгарский, венгерский, грузинский, китайский, корейский, монгольский, немецкий, польский, румынский, сербско-хорватский, словацкий, французский, чешский, японский языки.
- Перевод поэмы «Тело Джона Брауна» на русский язык осуществил известный русский поэт-эмигрант Иван Елагин.

## Сочинения
За зубом к Полю Ревиру: Рассказы / Пер. с англ. Сост. В. Голышева и А.Зверева. Предисл. А.Зверева. — М.: Известия, 1988. — 256 с.